# Magic (песня The Sound of Arrows)
Magic — сингл шведского дуэта The Sound of Arrows. Именно с написания этой песни началась история дуэта The Sound of Arrows. В 2009 году песня была издана на мини-альбоме M.A.G.I.C.. В 2011 году песня «Magic» была повторно издана в качестве сингла с предстоящего дебютного альбома группы .

## Видеоклип
В клипе рассказывается история о двух детях, оставшихся в мире, в котором все взрослые исчезли, которые затем встречают волшебных существ. Видео снято в Испании, в двух часах от Мадрида. У Оскара и Стефана было около 200 идей для съемок клипа на эту песню.
- Артист (Artist): The Sound of Arrows
- Название (Title): Magic (Geffen)
- Режиссёр (Director): Andreas Öhman, Оскар Гульстранд
- Выпускающая компания (Production Company): Naive AB, The Look Films
- Продюсер (Producer): Victor Martin
- Оператор (DoP): Johan Holmquist
- Художник-постановщик (Art Director): Gerardo Izquierdo
- Редактор (Editor): Frederika Andersson, Andreas Öhman, Оскар Гульстранд
- Иллюстратор (Illustrator): Linus Kullman, Carl-Johan Listherby
- Аниматор (Animator): Jonas Lindman
- Композитинг (Compositing): David Nalci[2]

## Список композиций
vinyl 12"
Side A
1. «Magic» (Single Mix) — 03:14
2. «Magic» (Tom Staar Remix) — 04:52
3. «Magic» (Chad Valley Remix) — 04:41

Side B
1. «Longer Ever Dream» — 14:54